# Zora Neale Hurston

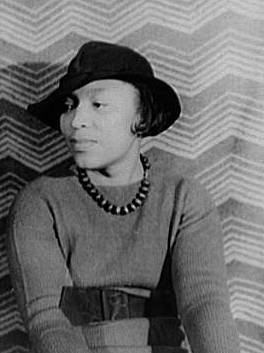
Zora Neale Hurston, Fotografie von Carl Van Vechten, 3. April 1938

Zora Neale Hurston (* 7. Januar 1891 in Notasulga, Alabama; † 28. Januar 1960 in Fort Pierce, Florida) war eine US-amerikanische Schriftstellerin und Folkloristin. Sie gilt als eine der führenden Akteurinnen der Bewegung Harlem Renaissance.

## Leben

### Kindheit und Jugend
Zora Hurston war das fünfte von insgesamt acht Kindern und kam aus einer traditionsbewussten afro-amerikanischen Gemeinschaft. Als sie drei Jahre alt war, zog ihre Familie nach Eatonville, Florida, wo ihr Vater als Pastor arbeitete und 1897 zum Bürgermeister gewählt wurde. Im Jahr 1904 änderte sich das Leben der Familie durch den Tod der damals 38-jährigen Mutter, Lucy Potts Hurston. Noch im selben Jahr schickte der Vater Zora zum Schulbesuch nach Jacksonville (Florida), wo ihre ältere Schwester Sarah bereits wohnte. Er heiratete ein Jahr nach dem Tod seiner Frau die 20-jährige Mattie Moge. Da Zora sich schlecht mit ihrer sechs Jahre älteren Stiefmutter vertrug, lebte sie nacheinander bei verschiedenen Verwandten.

### Studium und literarische Erfolge
Da ihr Vater sie nicht mehr unterstützte, arbeitete Hurston ab 1917 als Kellnerin und besuchte die Abendschule Morgan Academy, die sie 1918 abschloss. Von 1918 bis 1920 besuchte sie die Howard University in Washington, D.C., wo sie eines der ersten Mitglieder der „Zeta Phi Beta“-Fraternities und Sorority wurde.
Sie lernte 1921 Alain LeRoy Locke und Montgomery Gregory kennen, die sie zur Teilnahme im Literaturclub der privaten, afroamerikanischen Howard University einluden. Noch im selben Jahr begann sie, die literarischen Treffen bei der Dichterin Georgia Douglas Johnson zu besuchen, die zur Harlem Renaissance gezählt wird. Dort lernte sie zahlreiche Intellektuelle wie Bruce Nugent, Jean Toomer, W.E.B. Du Bois, Marita Bonner, Alice Dunbar-Nelson, Jessie Fauset und Angelina Weld Grimké kennen.
1925 zog Hurston nach New York, wo sie sich eine Wohnung in Harlem nahm. Sie veröffentlichte in dieser Zeit erste Essays und Kurzgeschichten. Mit der 1925 veröffentlichten Kurzgeschichte Spunk und dem Theaterstück Color Struck gewann sie zwei zweite Preise im Schreibwettbewerb der Zeitschrift Opportunity, darunter ein Stipendium für das Barnard College. Beim Bankett der Preisverleihung lernte sie Langston Hughes und weitere Autoren kennen, darunter Carl Van Vechten und Fannie Hurst, die ihre Patronin wurde. Andere afroamerikanische Autoren wie Ralph Ellison und Richard Wright kritisierten Hurston damals dafür, dass sie im Dialekt der Schwarzen schrieb.
Ab Herbst 1925 studierte sie am Barnard College Anthropologie. Zu ihren Lehrern zählten Ruth Benedict und Gladys Reichard sowie Franz Boas an der Columbia University. Sie arbeitete auch mit Melville J. Herskovits.
Im Jahr 1926 wirkte sie, gemeinsam mit Wallace Thurman, Langston Hughes, Aaron Douglas, Gwendolyn Bennett und Bruce Nugent, an der einzigen Ausgabe des Fire!!-Magazins mit, in dem sie ein Theaterstück und eine Erzählung veröffentlichte.
Von 1927 an sammelte sie vier Jahre lang in Südstaaten Folklore, anfangs mit wenig Erfolg, zunächst in Florida, auch in ihrer Heimatstadt Eatonville und in Alabama. Dabei begab sie sich immer wieder in Lebensgefahr, etwa bei ihren Feldforschungen in Arbeiter- und Gefangenenlagern. Hurstons Recherchen wurde durch die finanzielle Unterstützung von Charlotte Mason ermöglicht.
Sie erhielt 1928 ihren B. A. von Barnard. Von August bis Dezember 1928 arbeitete sie mit Hoodoo-Priestern in New Orleans, Louisiana. Anfang 1930 sammelte sie Material auf den Bahamas.
Hurston sammelte die Geschichten, Lieder, Tänze und Gebete der Schwarzen Bevölkerung und stellte sie u. a. in einer Produktion am Broadway vor. Nach der Veröffentlichung von Mules and Men bekam sie von der Guggenheim-Stiftung einen Forschungsauftrag, der sie 1936 in die Karibik nach Jamaika und Haiti führte. 1938 und 1939 arbeitete sie für das US-Arbeitsbeschaffungsprogramm Works Progress Administration (WPA) in Florida.
Zora Neale Hurston entschied sich gegen die Anthropologie und für die Schriftstellerei. In den 1930er Jahren gehörte sie zu den bedeutendsten Autoren der afroamerikanischen Literatur. In ihren Werken verarbeitete sie ihre Erfahrungen und Erinnerungen an das ländliche Leben der Schwarzen im Amerika der Jahrhundertwende.

### Späte Jahre und Tod
In den 1950er Jahren hatte sie ihren literarischen Höhepunkt weit hinter sich gelassen. Ein wichtiges Buchprojekt wurde vom Verlag abgelehnt. Ihre letzten Jahre verbrachte sie mit Engagements als Hilfslehrerin und Bibliothekarin, wobei sie zunehmend von gesundheitlichen und finanziellen Problemen betroffen war. 1959 hatte sie mehrere Schlaganfälle und sah sich gezwungen, Sozialhilfe zu beantragen. Hurston wurde in das Fürsorgeheim von St. Lucie County aufgenommen, wo sie wenige Monate später einem Herzleiden erlag. Ihr Besitz wurde wie üblich verbrannt und nur ein Teil davon konnte durch den Hilfssheriff gerettet werden. Der Teil des Nachlasses, der gerettet wurde, wurde später an die University of Florida übergeben. Freunde von Zora Neale Hurston sammelten Geld für ihr Begräbnis und sie wurde auf dem Friedhof „Garden of Heavenly Rest Cemetery“ von Fort Pierce, Florida in einem anonymen Grab beigesetzt.

## Wiederentdeckung und Nachwirkung
Die Schriftstellerin und Pulitzer-Preisträgerin Alice Walker (bekannt für den Briefroman Die Farbe Lila) spürte 1973 Hurstons Grab auf und leitete mit dem Artikel In Search of Zora Neale Hurston, in der feministischen Zeitschrift Ms., ab März 1975 die Wiederentdeckung von Person und Werk ein. Später schrieb Walker das Vorwort zu der englischsprachigen Ausgabe von Hurstons posthum erschienenen Bestseller Baracoon.
Neben Neu- und Erstausgaben ihrer Bücher kam es 2002 zur Uraufführung des Stücks Polk County. Hurstons Haus in Fort Pierce steht seit 1991 unter Denkmalschutz. Zora Neale Hurston wurde in die 1992 erschienene Anthologie Daughters of Africa aufgenommen.
Das 87 Jahre unveröffentlichte Werk Barracoon. The Story of the Last “Black Cargo” ist ein Zeitzeugenbericht, der auf von Hurston geführten Interviews aus dem Jahr 1927 basierte. In der 2018 erschienene Biografie zeichnet sie das Leben von Cudjo Lewis (1841–1935) in dessen eigenen Worten auf. Lewis wurde 1860 in Afrika von Kriegern des Königreichs Dahomey gefangen genommen und an Sklavenhändler verkauft, bevor er als einer der letzten Sklaven mit der Clotilda aus dem heutigen Benin nach Mobile gelangte. Das Werk, für das sich ursprünglich kein Verleger gefunden hatte, wurde ein Bestseller.
Die Bundeszentrale für politische Bildung nahm Barracoon 2021 in ihre Schriftenreihe zu den USA auf, da es möglicherweise der einzige von einem Betroffenen zu Protokoll gegebene Bericht ist, in dem die Geschichte eines versklavten, später freien Mannes bis in seine afrikanische Heimat zurückverfolgt wird.

## Werk (Auswahl)
- Sweat. 1926
- How It Feels to Be Colored Me. 1928
- Mule Bone. 1931, Theaterstück
- The Gilded Six-Bits. 1933
- Jonah's Gourd Vine. 1934, Roman
- Mules and Men 1935, Folkloresammlung von der ersten Forschungsreise
- Their Eyes Were Watching God 1937, Roman (dt. Und ihre Augen schauten Gott. Üb. Barbara Henninges. Zürich 1993; aktuell unter ISBN 3-250-10205-9; Neuübersetzung unter dem Titel: Vor ihren Augen sahen sie Gott. Üb. Hans-Ulrich Möhring. edition fünf, Gräfelfing 2011, ISBN 978-3-942374-12-5)
- Tell My Horse. 1938, Erfahrungen der Forschungsreise in die Karibik
- Moses, Man of the Mountain. 1939, Roman
- Dust Tracks on a Road. 1942, Autobiographie (dt. Ich mag mich, wenn ich lache. Autobiographie. Zürich 2000; aktuell unter ISBN 3-499-23173-5)
- Seraph on the Suwanee. 1948, Roman
- Barracoon. The Story of the Last ‘Black Cargo’. (Herausgegeben 2018, engl.; dt. Barracoon. Die Geschichte des letzten amerikanischen Sklaven. Üb. Hans-Ulrich Möhring, Penguin 2020, ISBN 978-3-328-60130-2.)
- Genevieve West, Henry Louis Gates Jr.: You Don’t Know Us Negroes and Other Essays. HarperCollins, New York 2022, ISBN 978-0-06-304385-5.

In der Reihe Library of America erschien 1995 als Band 75 Folklore, Memoirs, and Other Writings, herausgegeben von Cheryl A. Wall. Der 1001 Seiten starke Sammelband enthält Mules and Men, Tell My Horse, Dust Tracks on a Road sowie eine Auswahl verschiedener Artikel von Zora Neale Hurston.